# Temple of Thought
Temple of Thought — пятый студийный альбом финской рок-группы Poets of the Fall. Дата выхода альбома в Финляндии — 17 марта 2012 года. В хит-параде Финляндии диск достиг 3 позиции и пробыл в чарте 15 недель.

## Список композиций
Слова и музыка всех песен — Poets of the Fall.
| №   | Название                             | Длительность |
| --- | ------------------------------------ | ------------ |
| 1.  | «Running Out of Time»                | 3:11         |
| 2.  | «Temple of Thought»                  | 4:36         |
| 3.  | «Cradled in Love»                    | 4:42         |
| 4.  | «Kamikaze Love»                      | 3:39         |
| 5.  | «The Lie Eternal»                    | 4:32         |
| 6.  | «Skin»                               | 4:27         |
| 7.  | «The Distance»                       | 5:04         |
| 8.  | «Show Me This Life»                  | 4:27         |
| 9.  | «Morning Tide»                       | 4:39         |
| 10. | «The Ballad of Jeremiah Peacekeeper» | 5:05         |
| 11. | «The Happy Song»                     | 4:19         |

## Синглы
| Сингл             | Дата выхода                |
| ----------------- | -------------------------- |
| «Cradled in Love» | 26 января 2012 (Digistore) |
| «Kamikaze Love»   | 13 апреля 2012 (Германия)  |
| «The Lie Eternal» | 6 июля 2012 (Германия)     |